# Czibak család
Czibak család (Ártándi, gyulavarsádi és Palotai +) régi és nevezetes, mára már kihalt család, melynek eredetére többféle magyarázat is létezik: Istvánffy Miklós és Jászay Pál az olaszországi Cibo nemzetségből származtatta, szerintük onnan származott át Magyarországra, és Bihar vármegyében telepedett le
Karácsonyi János a Hont-Pázmány nemzetség Bihar-szabolcsi ágából, a Battyán-Czibak ágból eredőnek feltételezte a családot, amely közeli rokonságban állt a Zemplén megyei Battyánról elnevezett Batthyány családdal. Megjegyzésként hozzáfűzi, hogy „bár a palotai Czibak család legkiválóbb tagja Czibak Imre a Gutkeled nemzetség címerét használta, nem igazolja  a Czibak családnak a Gutkeled nemzetséghez tartozását; annál kevésbé, mert …Czibak Imre anyja a Gutkeled nemből származó Szakolyi Katalin, Szakolyi Gáspár leánya vala. Ettől szép uradalmat örökölt Czibak Imre Gyula környékén, s így a háladatosság is arra vitte, hogy anyja czimerét használja”.

## Története
Az oklevelek szerint a család 1300-ban már megosztozott birtokain: Szeghalmon, Csökmőn, Begészen, Irászon, Péntekdülésén és Bökényen. A családot a Károly Róbert király ideje körül nagyobb dicsőségre jutott családok közt tartják számon.[forrás?]
Egyik ága a Csanád megyei Szőregen volt birtokos, s innen szőregi előnevet viselt.
1335-ben Czibak fia Mihály: Palota, Mindszent, Marja, Vadász, Szőreg, Keszteg, Esküllő-Ürgeteg, és Fancsika birtokosa volt. Mihály két unokája volt a család két főágának megalapítója. László fia Ozsvát alapította a palotai ágat, míg László testvérének, Jánosnak hasonló nevű unokája lett a géresi ág őse.
A család egyik nevezetesebb tagja volt Czibak Imre, aki az 1500-as évek elején temesvári főispán és főkapitány, majd utóbb erdélyi vajda, s mindvégig Szapolyai János (1526-1540) híve volt. Ezen Imrét azonban 1534-ben a Velencéből eredő Gritti Lajos megölette. Gritti Lajost ezután Czibak Imre katonái 1534. szeptember 28-án Erdélyben, Medgyes alatt felkoncolta.
Ezen Imrének volt testvére Czibak András, akinek Csáky Mihály, s rokonai a Bihar megyei Kecset helység harmadrészét 1528-ban elzálogosították. 1552-ben birtokos volt Sárándon is.
Andrásnak testvére Czibak Péter 1552-ben Bihar megyében, többek között Palotán, innen vette előnevét is, és Mindenszenten is birtokos volt. 1571-ben azonban a halálával a Czibak család férfi ágon kihalt.
A család birtokait János Zsigmondtól a Csáky család tagjai kapták adományba. Később Csáky II. Gábor is a volt palotai Czibak birtokról vette a palotai előnevet. A Csákyak által adományba kapott Czibak féle javak többek között: Bihar megyében Palota, Kisörögü, Mindenszent, Erdőgyarak, Szakal stb., Fehér megyében: Karko mezőváros, Királypataka, Tybur egy része, Csiskekőallya, Francizna és Varzarok puszták.